# Drymaria suffruticosa
Drymaria suffruticosa är en nejlikväxtart som beskrevs av Asa Gray och S. Wats. Drymaria suffruticosa ingår i släktet Drymaria och familjen nejlikväxter. Inga underarter finns listade i Catalogue of Life.